# Provency

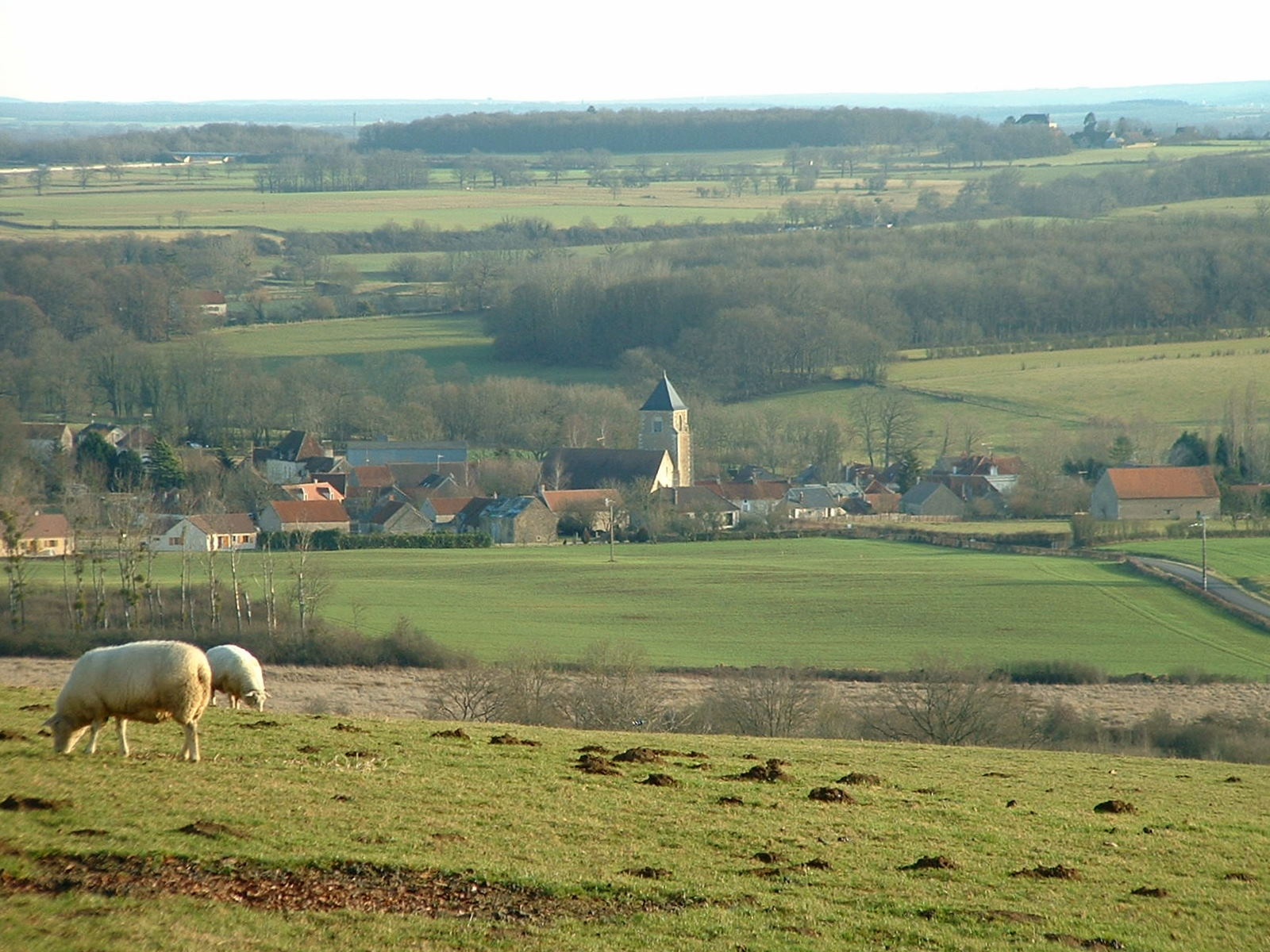
Vue depuis Tour de Pré

Provency est une commune française située dans le département de l'Yonne en région Bourgogne-Franche-Comté.

## Géographie
Provency est un village du sud de l'Yonne, entre Avallon (7 km) et l'Isle-sur-Serein (7 km).
Le paysage de Provency est celui des plateaux calcaires bourguignons, aux reliefs vallonnés, couverts de prés, de champs et de bois.
Le bourg de Provency (alt. 280 m) est situé au bord du petit cours d'eau qui, prenant sa source près d'Athie, va se jeter dans la Cure près de Voutenay (le Ru du Vau de Bouche).

### Lieux-dits, hameaux et écarts
Trois hameaux sont rattachés à la commune :
- Genouilly à 0,8 km du bourg.
- Marcilly à 1,7 km du bourg.
- Tour de Pré à 1,5 km du bourg.

### Voies de communication
Provency est situé sur la D86 qui relie Avallon et l'Isle-sur-Serein. Elle est également traversée par la route départementale 9 qui conduit à Athie et à Lucy-le-Bois.
L'A6, ou autoroute du soleil, passe sur le territoire de la commune. Mais la sortie la plus proche est la no 22 - Avallon, à 11 km de Provency.

### Communes limitrophes
- Sauvigny-le-Bois
- Étaule
- Thory
- Athie
- Sainte-Colombe

### Climat
Pour des articles plus généraux, voir Climat de la Bourgogne-Franche-Comté et Climat de l'Yonne.
En 2010, le climat de la commune est de type climat océanique dégradé des plaines du Centre et du Nord, selon une étude du Centre national de la recherche scientifique s'appuyant sur une série de données couvrant la période 1971-2000. En 2020, Météo-France publie une typologie des climats de la France métropolitaine dans laquelle la commune est exposée à un climat océanique altéré et est dans la région climatique  Lorraine, plateau de Langres, Morvan, caractérisée par un hiver rude (1,5 °C), des vents modérés et des brouillards fréquents en automne et hiver. 
Pour la période 1971-2000, la température annuelle moyenne est de 10,5 °C, avec une amplitude thermique annuelle de 16 °C. Le cumul annuel moyen de précipitations est de 804 mm, avec 11,9 jours de précipitations en janvier et 8,1 jours en juillet. Pour la période 1991-2020, la température moyenne annuelle observée sur la station météorologique de Météo-France la plus proche, « St André », sur la commune de Saint-André-en-Terre-Plaine à 11 km à vol d'oiseau, est de 11,3 °C et le cumul annuel moyen de précipitations est de 849,9 mm. 
La température maximale relevée sur cette station est de 41,3 °C, atteinte le 24 juillet 2019 ; la température minimale est de −16 °C, atteinte le 20 décembre 2009,,. 
Les paramètres climatiques de la commune ont été estimés pour le milieu du siècle (2041-2070) selon différents scénarios d'émission de gaz à effet de serre à partir des nouvelles projections climatiques de référence DRIAS-2020. Ils sont consultables sur un site dédié publié par Météo-France en novembre 2022.

## Urbanisme

### Typologie
Au 1er janvier 2024, Provency est catégorisée commune rurale à habitat dispersé, selon la nouvelle grille communale de densité à sept niveaux définie par l'Insee en 2022.
Elle est située hors unité urbaine. Par ailleurs la commune fait partie de l'aire d'attraction d'Avallon, dont elle est une commune de la couronne,. Cette aire, qui regroupe 74 communes, est catégorisée dans les aires de moins de 50 000 habitants,.

### Occupation des sols
L'occupation des sols de la commune, telle qu'elle ressort de la base de données européenne d’occupation biophysique des sols Corine Land Cover (CLC), est marquée par l'importance des territoires agricoles (97,9 % en 2018), une proportion identique à celle de 1990 (97,9 %). La répartition détaillée en 2018 est la suivante : 
prairies (65,3 %), terres arables (29,9 %), zones agricoles hétérogènes (2,7 %), forêts (2,1 %). L'évolution de l’occupation des sols de la commune et de ses infrastructures peut être observée sur les différentes représentations cartographiques du territoire : la carte de Cassini (XVIIIe siècle), la carte d'état-major (1820-1866) et les cartes ou photos aériennes de l'IGN pour la période actuelle (1950 à aujourd'hui).

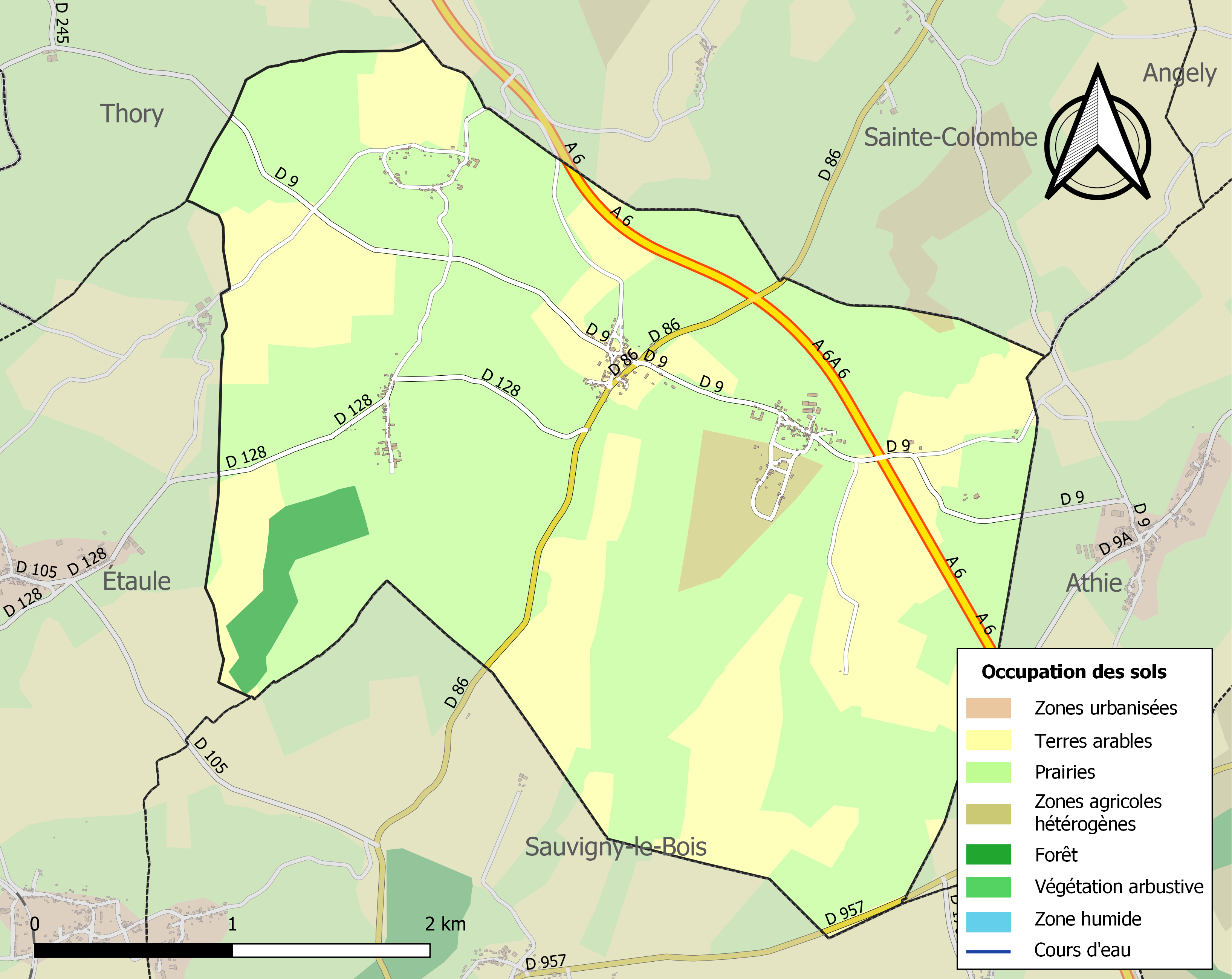
Carte des infrastructures et de l'occupation des sols de la commune en 2018 (CLC).

## Histoire

### Les origines
Le village de Provency est cité au XIIe siècle sous le nom de "Provence" ou "Proency".
Son nom viendrait d'une cité ancienne disparue : Anciacum ou Ancy, qui était située entre Athie et Sainte-Colombe (des débris de poterie romaine y furent trouvés). Les étymologies de Provency (Prope Anciacum) et de Pancy (Pone Anciacum) - un hameau d'Angely - indiqueraient la situation respective des deux villages par rapport à la ville d'Ancy.

### AuMoyen Âge

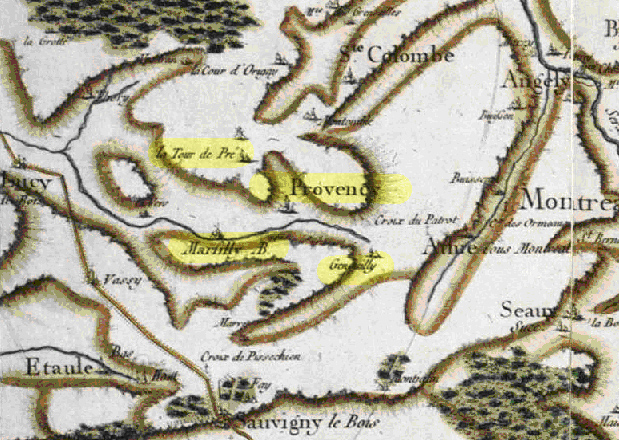
Extrait de la Carte de Cassini (Carte 47 Auxerre publiée en 1758)

Buret de Prey, seigneur de Marcilly, de La Tour-de-Prey et de Thory, fonda en 1239 à Marcilly l'abbaye de femmes de Notre-Dame-de-Bon-Repos, de l'ordre de Cîteaux où les paroisses voisines venaient en pèlerinage en temps de calamité climatique et où se firent inhumer un grand nombre de représentants de la noblesse locale.
En 1258, Provency dépendait de l'abbaye de Reigny, puis en 1305 du Chapitre de Montréal.
Provency et ses hameaux formaient plusieurs seigneuries relevant les unes (Provency et Genouilly) de Montréal rattaché au duché de Bourgogne, les autres (Marcilly et la Tour-de-Prey) de Noyers, qui dépendait du comté de Champagne. De cette situation frontalière découla une histoire souvent mouvementée, tout particulièrement lors de la Guerre de Cent Ans.
La terre de Provency appartint successivement aux Damoiseau, aux Sainte-Maure ; Genouilly était aux Pampelune. 

### Lestemps modernes
Durant les Guerres de Religion, la région fut le théâtre d'affrontements entre les catholiques et les protestants puis, après le sacre d'Henri IV, entre les troupes royales et les ligueurs. Au printemps 1593, le duc de Guise envahit l'Auxerrois et l'Avallonnais : les troupes de la Ligue s'emparent de nombre de places fortes. Mais rapidement, les troupes fidèles à Henri IV reprennent l'initiative. Conduites par le duc de Nevers et le marquis de Ragny, avec le soutien de l'artillerie de Montréal, elles délogent le capitaine Sardin, qui occupait la forteresse de Tour de Pré avec une bonne garnison.

### L'époque contemporaine
C'est en 1832 que l'industrie du ciment romain fait son apparition dans la région : les frères Gariel installent une usine à Vassy, hameau d'Etaules. Rapidement, la demande augmente et d'autres usines dressent leurs hautes cheminées dans les villages alentour. En 1875, M. Bougault installe une cimenterie à Genouilly. En 1885, Adrien Dumarcet, successeur des frères Gariel, ferme l'usine de Vassy et installe également son entreprise à Genouilly.
En 1877, le P.L.M. arrête le tracé définitif de la ligne de chemin de fer d'Avallon à Nuits. En novembre 1888, le tronçon entre l'Isle-sur-Serein et Angely est inauguré. En 1906, une gare avec un hangar et un quai de chargement est construite à proximité des cimenteries de Genouilly.
Vers la fin du XIXe siècle, Provency est un gros village peuplé de plus de 500 habitants (521 au recensement de 1881). Au début du XXe siècle, on trouve deux épiciers, un aubergiste, trois maçons, un bourrelier, un charron, un maréchal-ferrant, un marchand de vin en gros, un facteur, un garde-champêtre, sans compter le maire, l'instituteur et le curé. Le reste de la population travaille la terre ou est employé dans les cimenteries locales.
Mais le déclin est déjà commencé : à la veille de la Première Guerre mondiale, le village a perdu 135 habitants, soit le quart de sa population en 30 ans. Et la guerre va l'amputer d'un nouveau quart.
Tandis que la seconde moitié du XIXe siècle avait vu l'expansion de l'industrie cimentière autour de Vassy et Genouilly, la première moitié du XXe siècle marque son déclin. En 1904, les cimenteries de la région se réunissent en formant un cartel : la Société Anonyme des Ciments de Vassy, dont le siège social s'établit à Paris. Mais il leur est difficile de résister à la concurrence du ciment moderne, ou ciment Portland. Dumarcet ferme l'usine d'Angely en 1938 et celle de Genouilly en 1939. La cimenterie Bougault résiste jusqu'en 1960.
Le réseau ferré Avallon - Nuits, intégré à la SNCF en 1938, est fermé en 1951.

## Politique et administration
| Période      | Période      | Identité             | Étiquette | Qualité             |
| ------------ | ------------ | -------------------- | --------- | ------------------- |
| 14 mars 1983 | 13 mars 1989 | Daniel Poignard      |           | Avocat              |
| 13 mars 1989 | 24 mars 2014 | Pierre Coste         | DVD       | Directeur de banque |
| 24 mars 2014 | En cours     | Jean-Claude Landrier | SE        | Cadre supérieur     |

### Intercommunalité
La commune adhère à plusieurs groupements :
- Communauté de communes Avallon - Vézelay - Morvan (précédemment, communauté de communes de l'Avallonnais, depuis 2000)
- Syndicat Intercommunal pour l'Électrification de la région Avallonnaise (S.I.E.R.A.)
- Syndicat Intercommunal d'Alimentation en Eau Potable de la Terre-Plaine Morvan. Le réseau TPM St-Agnan, exploité par la Lyonnaise des eaux, achemine l'eau depuis le lac de Saint-Agnan dans le Morvan.
- Syndicat Intercommunal d'aménagement du Vau de Bouche

## Démographie
L'évolution du nombre d'habitants est connue à travers les recensements de la population effectués dans la commune depuis 1793. Pour les communes de moins de 10 000 habitants, une enquête de recensement portant sur toute la population est réalisée tous les cinq ans, les populations de référence des années intermédiaires étant quant à elles estimées par interpolation ou extrapolation. Pour la commune, le premier recensement exhaustif entrant dans le cadre du nouveau dispositif a été réalisé en 2006.

En 2022, la commune comptait 249 habitants, en évolution de +2,47 % par rapport à 2016 (Yonne : −1,95 %, France hors Mayotte : +2,11 %).
| 1793 | 1800 | 1806 | 1821 | 1831 | 1836 | 1841 | 1846 | 1851 |
| ---- | ---- | ---- | ---- | ---- | ---- | ---- | ---- | ---- |
| 472  | 431  | 472  | 482  | 458  | 477  | 486  | 489  | 484  |

| 1856 | 1861 | 1866 | 1872 | 1876 | 1881 | 1886 | 1891 | 1896 |
| ---- | ---- | ---- | ---- | ---- | ---- | ---- | ---- | ---- |
| 441  | 451  | 485  | 451  | 413  | 521  | 468  | 481  | 465  |

| 1901 | 1906 | 1911 | 1921 | 1926 | 1931 | 1936 | 1946 | 1954 |
| ---- | ---- | ---- | ---- | ---- | ---- | ---- | ---- | ---- |
| 429  | 394  | 386  | 277  | 325  | 277  | 273  | 277  | 262  |

| 1962 | 1968 | 1975 | 1982 | 1990 | 1999 | 2006 | 2011 | 2016 |
| ---- | ---- | ---- | ---- | ---- | ---- | ---- | ---- | ---- |
| 251  | 242  | 211  | 228  | 216  | 227  | 233  | 209  | 243  |

| 2021 | 2022 | - | - | - | - | - | - | - |
| ---- | ---- | - | - | - | - | - | - | - |
| 251  | 249  | - | - | - | - | - | - | - |

## Culture locale et patrimoine

### Lieux et monuments

#### Provency - le bourg
- Manoir de la fin du XVIe siècle, peut-être à l'emplacement de la maison-forte des seigneurs de Provency[22].
- Église Saint-Symphorien[22],[23]

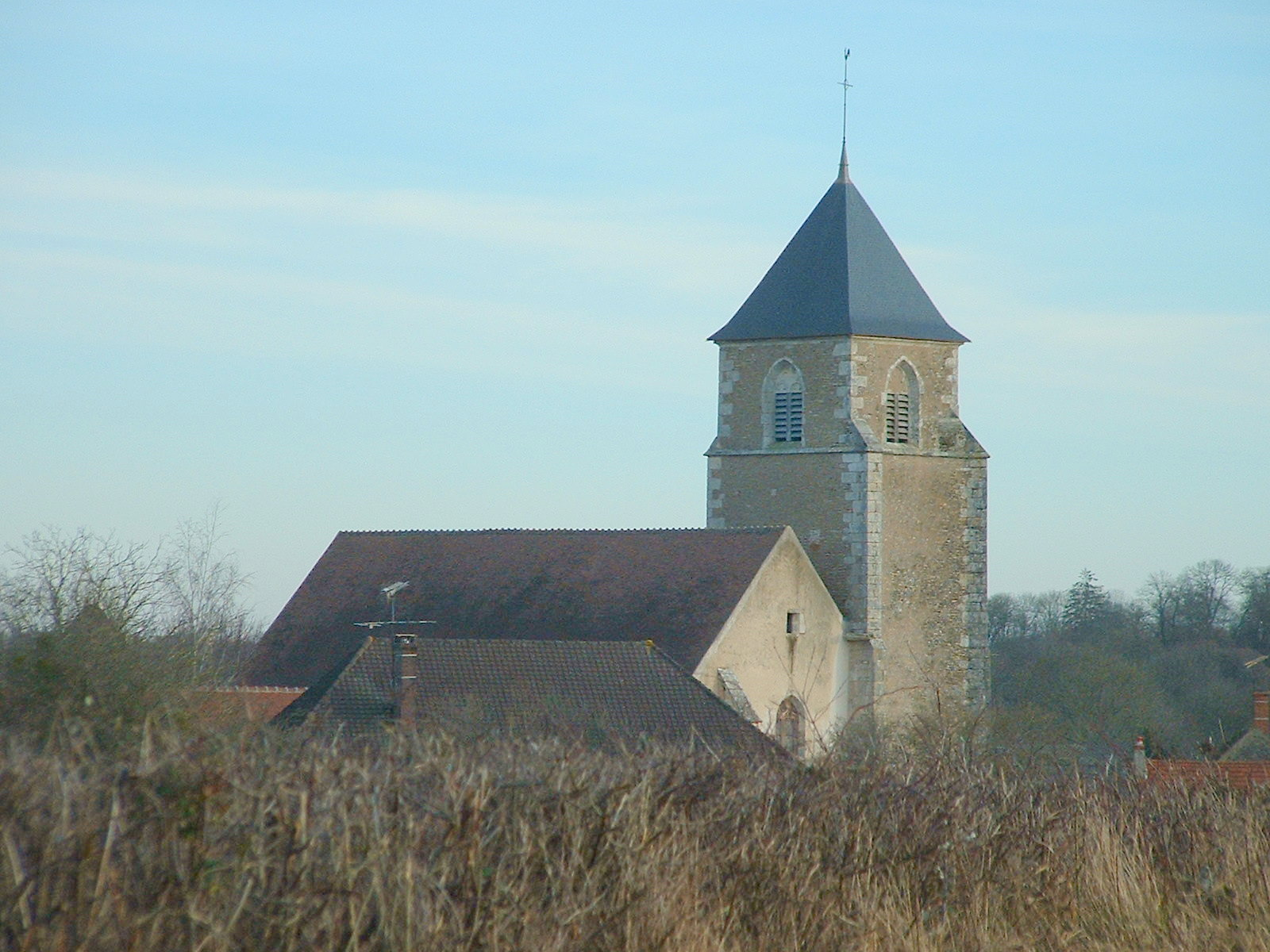
Église St Symphorien

L'église est bâtie sur un plan rectangulaire à trois nefs, composées de quatre arcades prolongées jusqu'au sanctuaire. Celui-ci est couvert d'une voûte  à compartiments flamboyants. Le chevet droit est percé d'une large baie flamboyante. Dans la nef se trouvent les pierres tombales des donateurs (XVIIe siècle).
La tour haute et carré, à droite de la porte, date du XVe siècle. Elle porte quatre baies à l'étage supérieur. Un petit clocher couvert d'ardoises la couronne.
Le portail du XIIIe siècle est de style roman à tympan trilobé, avec deux colonnes à crosses et feuilles d'eau. Le porche, formé de trois arcades ornées de moulure, a été construit à la Renaissance. Sur le côté sud se trouve une petite porte à moulures.
Le cimetière entourait l'église, clos par un muret de pierres sèches. Il a été déplacé à la sortie du village en 1911.
| - Église sous la neige - Église St Symphorien - Église St Symphorien - Le porche |

#### Genouilly
- Manoir XVIe siècle.
- anciennes cimenteries : la cimenterie Dumarcet est construite en 1885, elle ferme en 1938. Sa voisine, la cimenterie Bougault fonctionnera presque un siècle : de 1875 à 1960[16].
- ancienne gare : la gare de Provency, établie entre Genouilly et Athie, fonctionnera de 1906 à 1951, pour les voyageurs mais aussi pour les marchandises (elle était située à proximité des cimenteries)[17].

| - Manoir de Genouilly - Ancienne cimenterie Dumarcet |

#### Marcilly
Abbaye Notre-Dame de Marcilly
Appelée autrefois Notre-Dame du Repos, elle fut fondée en 1239 par Bure de Prey, seigneur de Prey, Marcilly et Thory, et par son épouse Marie d'Anglure, avec le consentement de Miles de Noyers, son suzerain.
Elle était affiliée à l'abbaye de Fontenay et à l'Ordre cistercien, et fut occupée par des religieuses de sa fondation jusqu'en 1460. Puis elle devint une abbaye d'homme, dont l'abbé avait rang d'évêque.
À la veille de la Révolution, en 1780, l'historien Courtépée écrit « L'abbé est seul actuellement, et sans religieux ». Au XIXe siècle, les bâtiments qui subsistent de l'ancienne abbaye sont transformés en demeure d'habitation.
Un portail ancien provenant d'Annay-la-Côte et remonté à proximité du corps de logis à tourelles de style XVIe siècle, est classé aux monuments historiques (inscription par arrêté du 25 avril 1955).

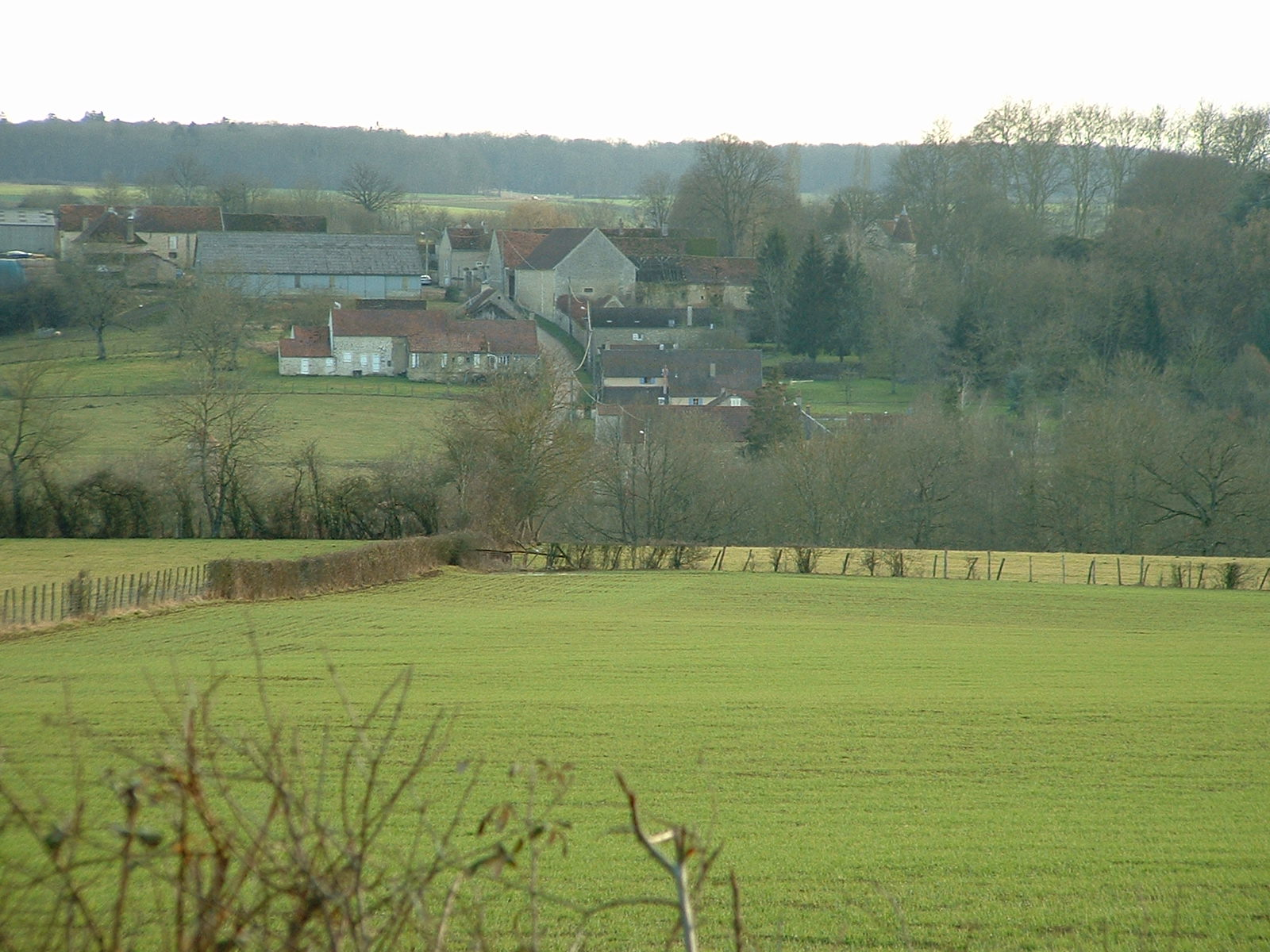
Vue du hameau de Marcilly
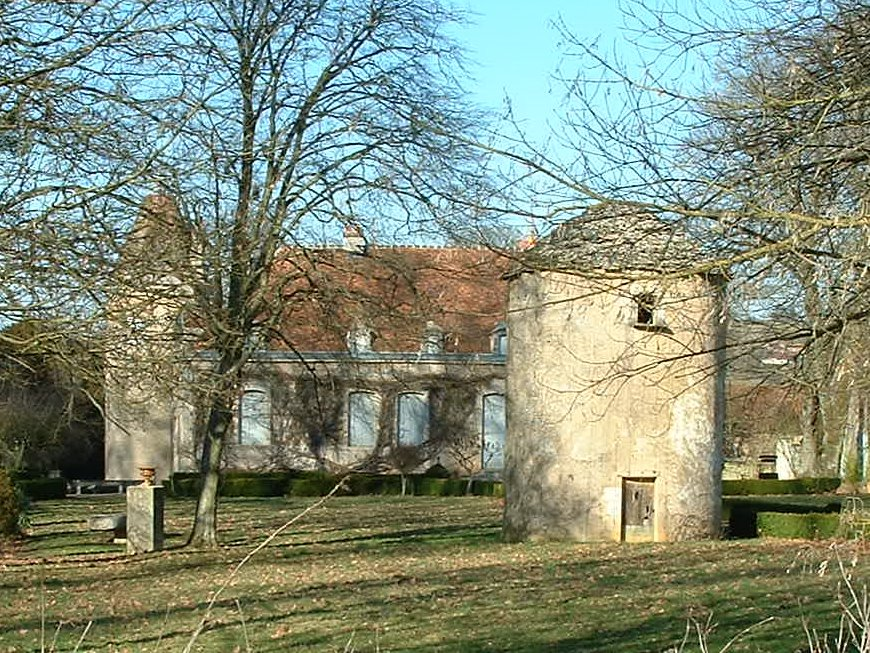
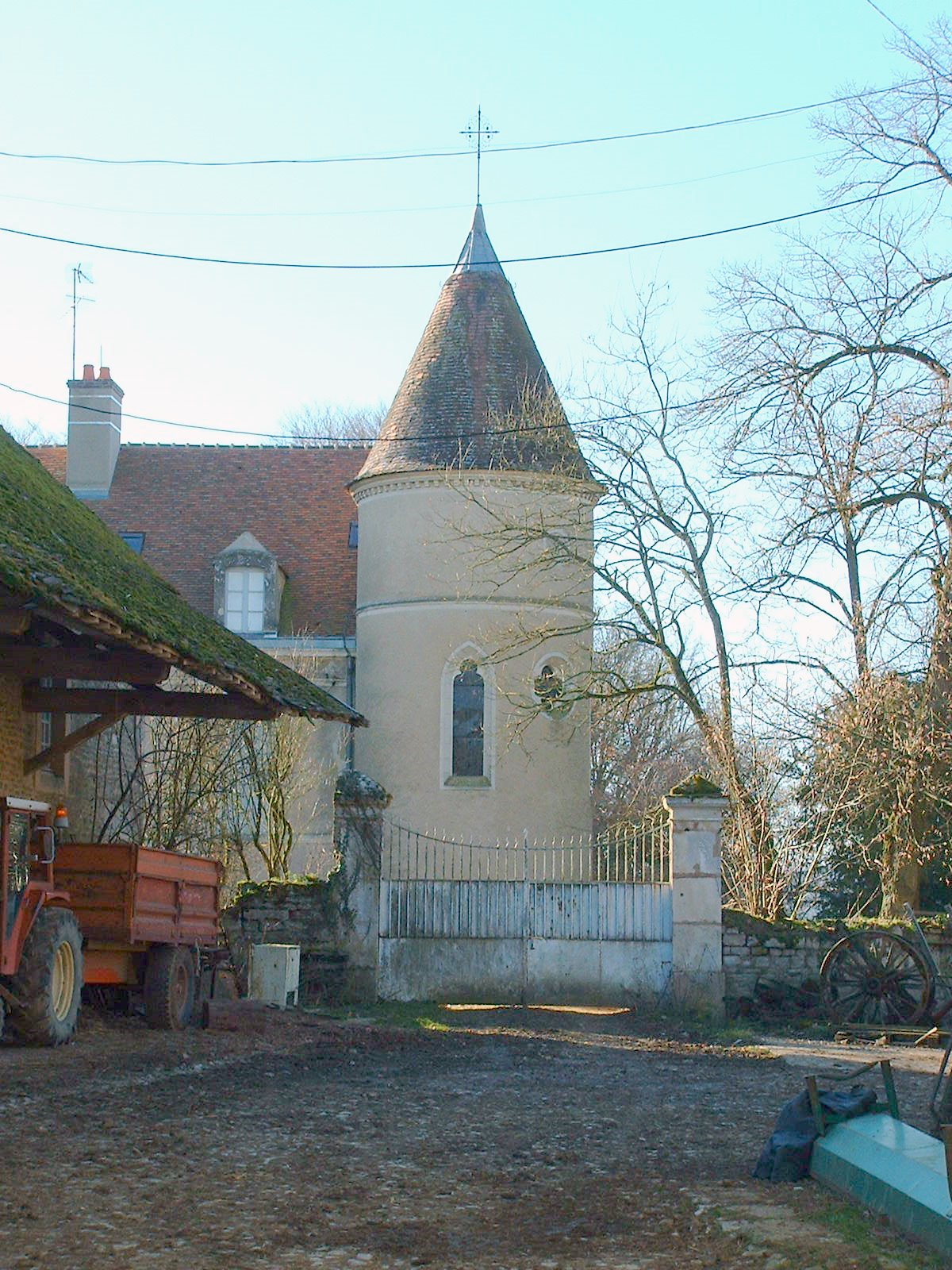
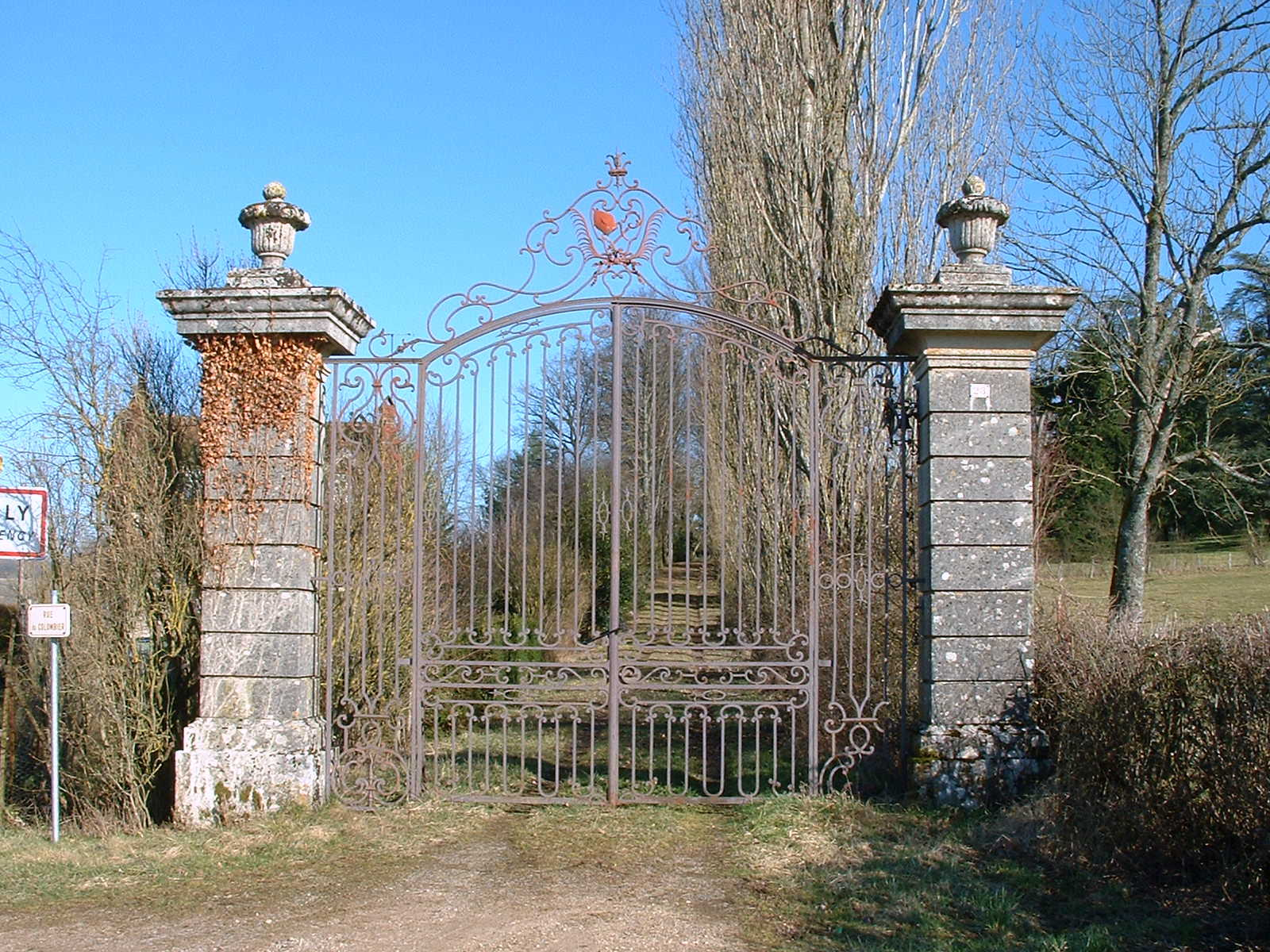
Entrée de l'ancienne abbaye
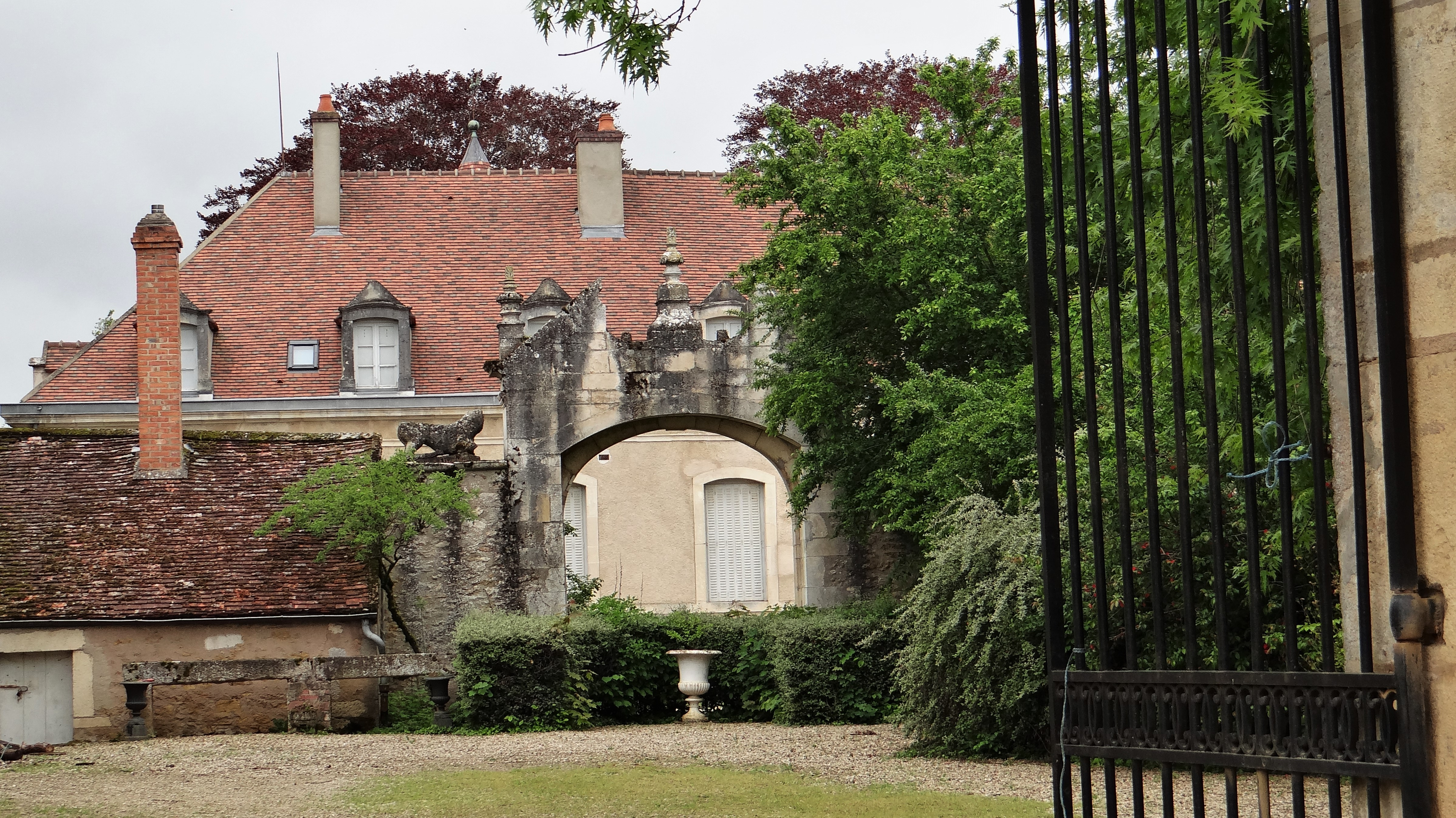
Portail classé provenant d'Annay-la-Côte

#### Tour de Pré
- Château des sires de Prey dont subsiste la base du donjon carré (peut-être du XIe siècle), remanié dans la seconde moitié du XVe siècle, démantelé au cours des guerres de religion.

La tour de Prey aurait donné son nom au hameau : Tour de Pré.

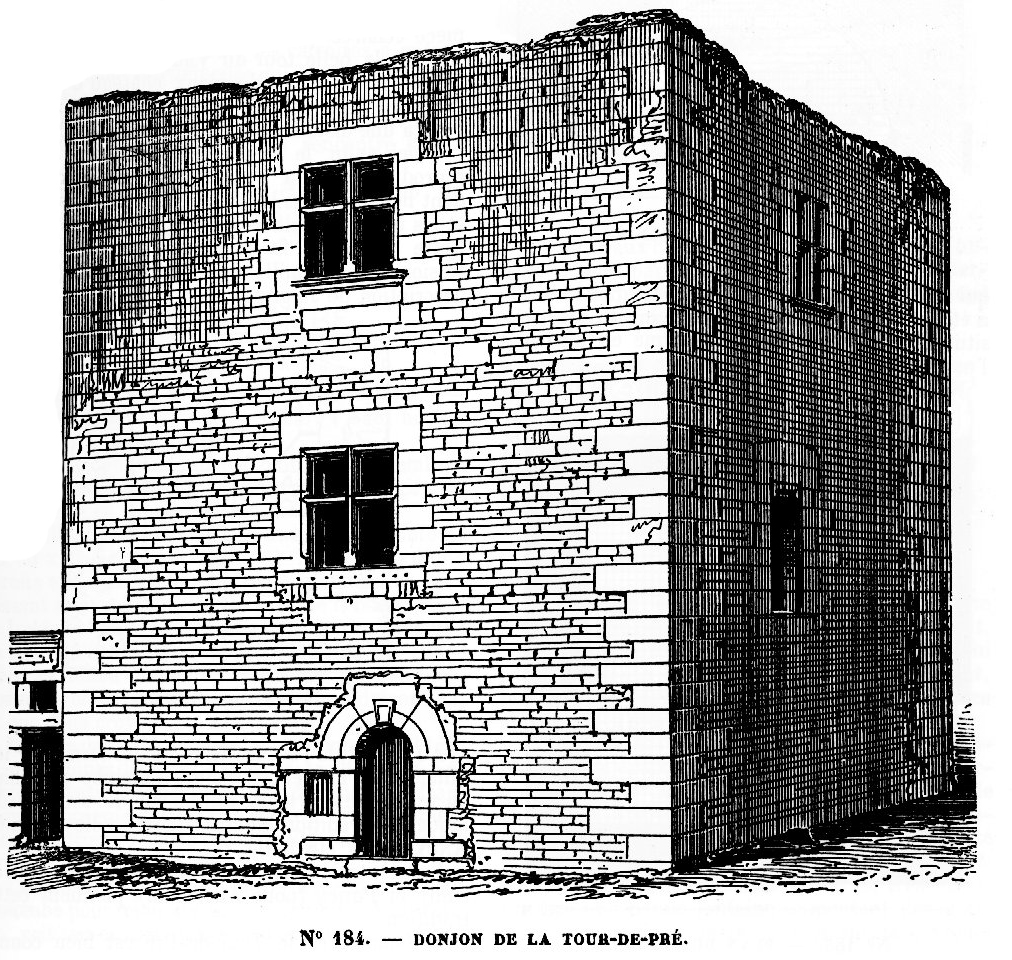
Dessin de Victor Petit

Voici ce qu'en écrit en 1870 Victor Petit, historien et érudit local :
« Le vieux manoir des sires de Prey, ruiné durant les guerres de la Ligue, a été complètement démoli il y a peu d'années. [...] Toutefois, si les murs d'enceinte ont été détruits, le donjon lui-même ne fut que démantelé, c'est-à-dire mis hors d'état d'être défendu. C'est une tour carrée dont chacun des côtés mesure un peu plus de onze mètres ; elle est construite avec beaucoup de soin ; les encoignures sont formées de pierres de taille parfaitement appareillées et ayant pour la plupart 1 m 25 c. de longueur sur 35 c. de hauteur. Ce donjon, qui semble dater de la seconde moitié du XVe siècle, a été bâti pour durer perpétuellement : les vicissitudes des temps l'ont transformé en bûcher à l'usage d'un fermier. [...] »
« Voici enfin le dessin d'un écusson souvent reproduit dans la Tour-de-Pré, curieux édifice dont nous citerons les fenêtres à bancs de pierre, et les belles cheminées en pierre à fines moulures. Cette forteresse fit longtemps partie des possessions de la famille de Sainte-Maure. »
| - La colline de Tour de Pré - Base de la tour Nord - Base de la tour Ouest - Écusson |

### Personnalités liées à la commune
- Louis-César-Auguste Damoiseau de Provency, colonel général des dragons, maréchal de camp, directeur du génie en Corse, chevalier de Saint-Louis en 1753[27].
- Louis-Charles Damoiseau de Provency, reçu chevalier de l'Ordre de Malte le 8 juin 1770[28].
- Étienne-Denis de Pampelune (1725, ?), marquis de Genouilly, gouverneur de Vézelay, chef des écuyers de Marie-Antoinette, ami de Buffon

### Vie locale

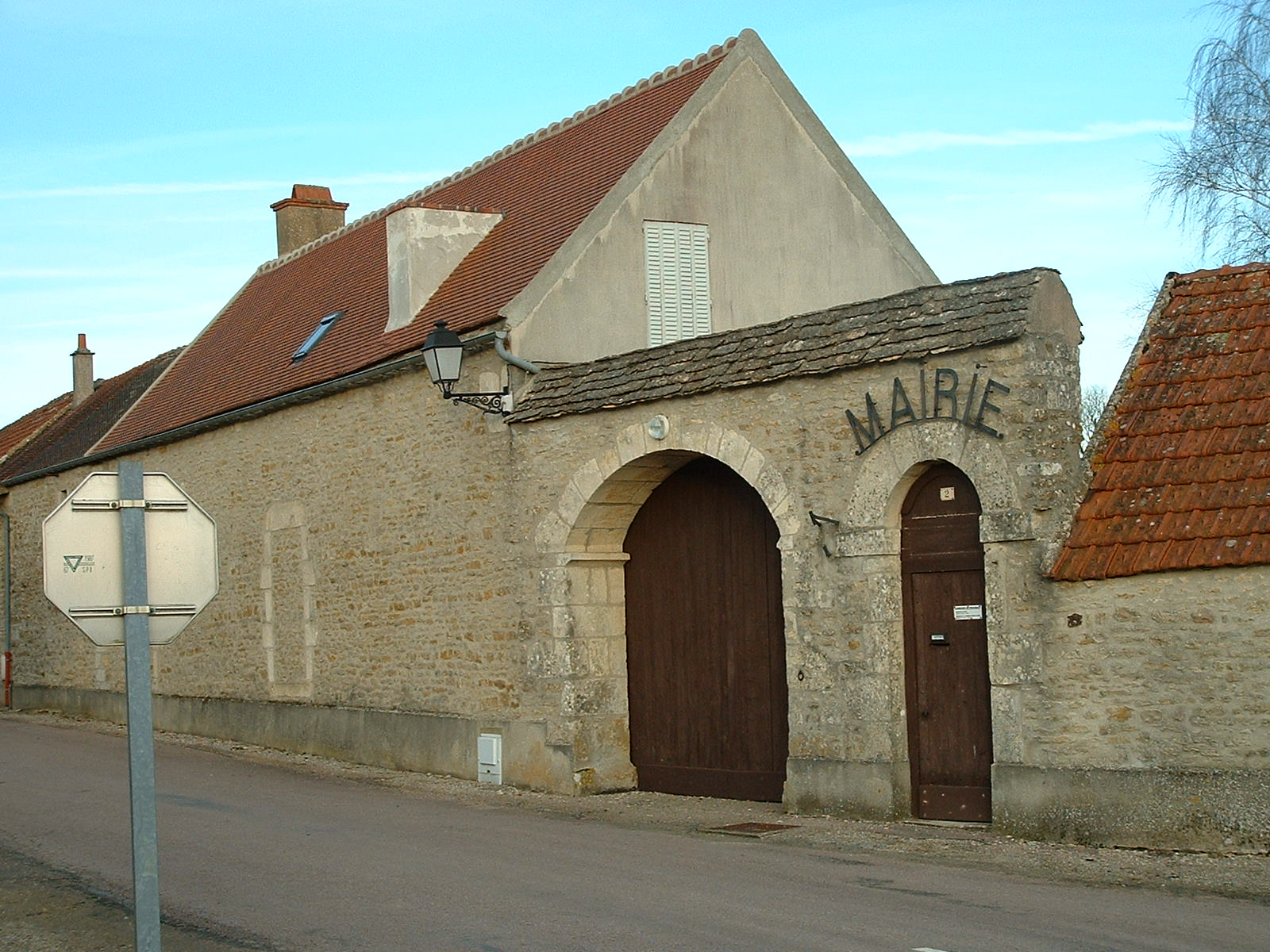
Mairie de Provency

- La mairie de Provency organise la fête du 14 juillet.
- Le Centre communal d'action sociale (C.C.A.S.) participe chaque année au Téléthon, et organise un vide-greniers annuel.
- Provency fête la Saint Éloi (patron des paysans) le 1er décembre. Une messe est célébrée en l'église Saint Symphorien, puis un vin d'honneur rassemble les habitants de la commune à la salle des fêtes.
- Il n'existe plus de commerce à Provency. La boulangerie-épicerie a fermé en 1993 et la tentative d'ouvrir un bar à l'enseigne de "La Forge" s'est soldée par un échec.
- L'école élémentaire à classe unique (de la grande section de maternelle jusqu'au CM2) a fermé en 2004. Les enfants sont scolarisés à Avallon ou dans les écoles de Sauvigny-le-Bois et de L'Isle-sur-Serein.

### Héraldique
| Blason de Provency | Blason  | Mi-parti : au 1er fascé de gueules et d'argent de huit pièces, à la bande d'azur brochante et chargée en chef de l'inscription « PROVENCY » en capitales d'argent, au 2d d'argent à la croix d'azur chargée de cinq étoiles d'or et à la bordure réduite d'azur. |
| Blason de Provency | Détails | S'inspire des armes retrouvées dans la tour de Prey. Le statut officiel du blason reste à déterminer. |

## Pour approfondir